# حزب الأمة العراقية
حزب الامة هو حزب عراقي سياسي ليبرالي أصلاحي أنشأه مثال الآلوسي يهدف إلى إقامة دولة عراقية مدنيَة على أساس المواطنة الصالحة، أساسها الدستور والقانون وتوفير العز والرفاهية للشعب، وأن يكون الفرد العراقي فيها قيمة عليا لا تعلو عليه المحسوبية أو الجهوية أو العشائرية أو الطائفية أو القومية مع ضمان الحريات الشخصية والعامة وترسيخ ثقافة ومبادئ حقوق الإنسان وإشاعتها في المجتمع العراقي والمحافظة على وحدة الأرض العراقية وتماسكها الجغرافي.